# Stephen Gawthorpe
Stephen Gawthorpe (Barnsley, 4 de julio de 1958) es un deportista británico que compitió en judo. Ganó una medalla de bronce en el Campeonato Mundial de Judo de 1985, y una medalla de bronce en el Campeonato Europeo de Judo de 1984.
Participó en los Juegos Olímpicos de Los Ángeles 1984, donde finalizó quinto en la categoría de –65 kg.

## Palmarés internacional
| Campeonato Mundial | Campeonato Mundial   | Campeonato Mundial | Campeonato Mundial |
| Año                | Lugar                | Medalla            | Categoría          |
| ------------------ | -------------------- | ------------------ | ------------------ |
| 1985               | Seúl (Corea del Sur) | Medalla de bronce  | –65 kg             |
| Campeonato Europeo |                      |                    |                    |
| Año                | Lugar                | Medalla            | Categoría          |
| 1984               | Lieja (Bélgica)      | Medalla de bronce  | –65 kg             |